# صموئيل نيويل بيل
صموئيل نيويل بيل هو محامي وسياسي أمريكي، ولد في 25 مارس 1829، وتوفي في 8 فبراير 1889. نشط حزبياً في الحزب الديمقراطي. وقد انتخب عضو مجلس النواب الأمريكي ‏.